# Кемь (река, впадает в Белое море)
Кемь — река в России, на севере Карелии. Впадает в Белое море. Длина 191 км (с Чирко-Кемью — свыше 410 км), площадь бассейна 27 700 км².

## География

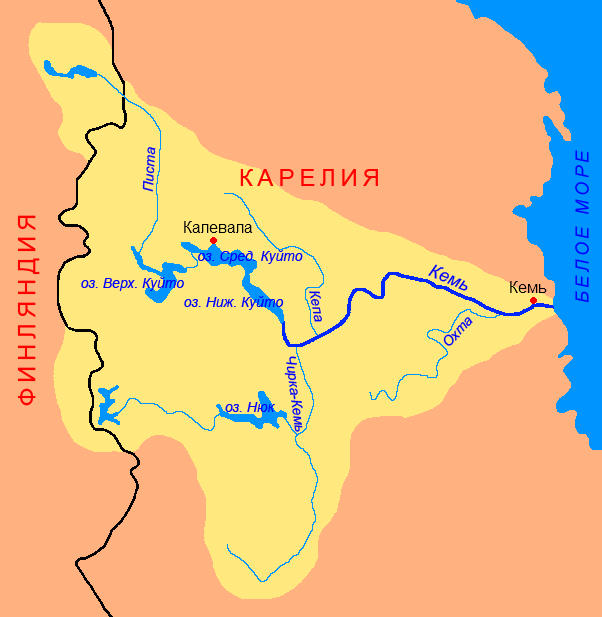
Бассейн реки Кемь

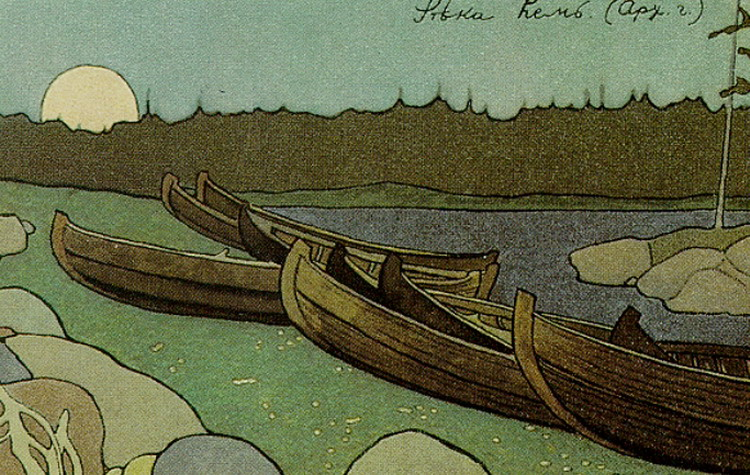
Кемь на рисунке Ивана Билибина

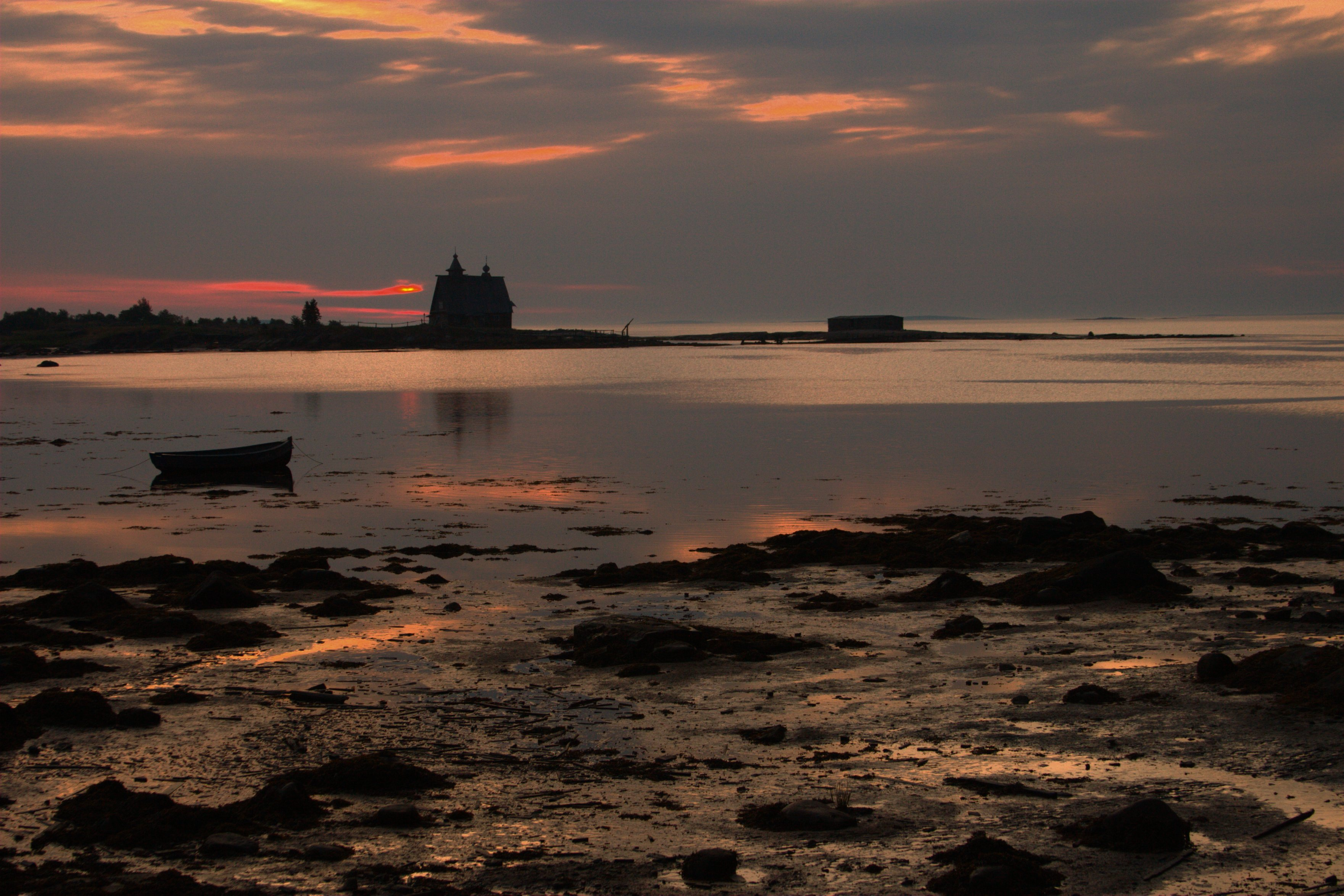
Сумерки над Кемью

За начало Кеми принимают её исток из озера Нижнее Куйто. Верхнее течение в Финляндии, где река называется Писта. Протекает через ряд озёр, в частности, между озёрами Хапъярви и Юлиярви носит название Ешанйоки. Впадает в пролив Западная Соловецкая Салма Белого моря двумя рукавами, ширина в устье более 200 метров, глубина редко более 3 метров. В устье реки находится город Кемь. Судоходна от устья до города Кемь, далее много порогов: Авни (разовый сброс около 4 метров), Мальвикия, Островной, Подужемский.
Питание реки дождевое и снеговое. Среднегодовой расход воды в 18 км от устья 275 м³/с. Замерзает обычно в ноябре, вскрывается в первой половине мая.
В июле 1936 г. рыбаком А. Федотовым в реке Кемь был пойман тюлень и живым сдан Кемскому рыбозаводу.

## Бассейн

### Притоки
- Авнерека (правый приток)
- Белая (левый приток)
- Ихазеноя (правый приток)
- Комиссаров (левый приток)
- Кужатоя (левый приток)
- Куйвашоя (правый приток)
- Левис (Урам) (правый приток)
- Лесной (левый приток)
- Норва (правый приток)
- Орчежоя (правый приток)
- Охта (правый приток)
- Шомба (левый приток)

### Озёра
Кроме озёр, принадлежащих бассейну рек, впадающих в Кемь, к бассейну Кеми также относятся следующие озёра:
- Аланъярви
- Большое Кривое
- Верхнее Витозеро
- Еужиярви
- Куйваш
- Кулянъярви
- Куроярви
- Муальярви
- Орчежъярви
- Паноярви
- Хапъярви
- Юлиярви
- Юшкоярви[3][4][5][6][7]

Вода тёмная, видимость не более 5 метров. Флора и фауна обычна для рек и озёр Карелии.
Вместе с притоком Чирка-Кемь представляет большой интерес для спортивного туризма.
На реке имеется каскад ГЭС (Кемский каскад), включающий в себя Юшкозерскую ГЭС, строящуюся Белопорожскую ГЭС, Кривопорожскую ГЭС, Подужемскую ГЭС и Путкинскую ГЭС.